# Aligot
|  | Per a altres significats, vegeu «Aligot (desambiguació)». |

L'aligot (en occità, «aligòt») és una especialitat gastronòmica occitana originària del massís d'Aubrac i estesa per les regions d'Alvèrnia i Llemosí. El nom prové d'«aliqu'ot», del llatí «ali quod» amb el significat d'«alguna cosa».
És un puré de patates mesclat amb un formatge fresc (tipus tomme) del formatge del Cantal o de la Guiòla que es barreja i es pasta durant força temps amb un bastó de fusta per aconseguir una textura espessa. Pot estar una mica condimentat amb all i amb algun trosset de formatge adobat.
És tradició fer i tastar l'aligot als hostals de ramaders, anomenats «burons». Es pot trobar servit junt amb botifarra o d'altres carns de companatge.

## Origen
L'aligot, com la trufada i plats similars, començà com a plat de pobres, amb molles de pa en comptes de patata, que es van incorporar més tard. Es va estendre a altres llocs, o almenys la coneixença d'ells, perquè ja al segle xii (la versió amb pa, doncs) era servit pels monjos d'Aubrac als pelegrins que travessaven la Via Podiensis cap a Compostel·la. Aquest fet és origen de la llegenda que explica l'origen del nom d'aquest plat: Es diu que els pelegrins creuaven la regió demanant ali quod per menjar i els monjos, al començament, els donaven pa amb formatge. A poc a poc el mot va anar evolucionant en aliquot i després en aligot.
Al mateix temps, d'altra banda, el plat se sofisticava, primer amb la inclusió de patates, que més tard es presentarien en forma de puré, al final fins i tot amb nata i altres ingredients, fins a arribar a la recepta actual. Avui en dia el plat s'ha popularitzat i és freqüent menjar-ne a dinars festius, en restaurants o a mercadets de Nadal (car se'n pren ben calent i porta moltes calories).
Aquest plat es va estendre l'últim quart del segle XIX a altres regions del Massís Central i més àmpliament a França, sobretot arran de l'èxode rural dels bougnats cap a París.